# Schizopyga frigida
Schizopyga frigida är en stekelart som beskrevs av Cresson 1870. Schizopyga frigida ingår i släktet Schizopyga och familjen brokparasitsteklar. Arten är reproducerande i Sverige. Inga underarter finns listade i Catalogue of Life.